# Silkeborg (stacja kolejowa)
Silkeborg - stacja kolejowa w Silkeborg, w Danii. Znajdują się tu 2 perony.